# Museu Històric-Artístic de Novelda
El Museu Històric-Artístic de Novelda es troba a la segona planta de la Casa de la Cultura de la ciutat de Novelda (Vinalopó Mitjà, País Valencià). La seua fundació es remunta al 29 de gener de 1980, i els seus fons procedien de les col·leccions de Juan Ribelles Amorós i Manuel Romero Iñesta.

## Història
Després del seu reconeixement oficial per part de la Direcció general de Belles arts, Arxius i Biblioteques del Ministeri de Cultura, el 10 de març de 1983, el museu arqueològic de Novelda va ser traslladat de l'antic palau de la Senyoria (al carrer Jorge Juan, 1) a la Casa de la Cultura (al carrer Jaume II, 3). En aquest moment, el museu comptava amb un espai expositiu de 97 m² que acollia les vitrines d'exposició, una oficina, un magatzem i un xicotet fons bibliogràfic.
En 1989, el museu amplia la seua oferta cultural amb una nova Secció de Paleontologia, els fons de la qual procedien de les excavacions al Castell de la Mola i d'aportacions de particulars. En 2003, aquesta secció va ser retirada.
El 26 d'abril de 1996 va ser reconegut com a museu permanent del País Valencià per la Conselleria de Cultura, Educació i Ciència.
En 2003, es va inaugurar el nou espai expositiu, amb magatzems, laboratori, espai per a investigadors, sala per a activitats didàctiques, i una biblioteca amb més de mil volums i arxiu fotogràfic, a més de la sala d'exposició permanent.

## Col·leccions
La col·lecció del museu recorre la història de la vall de Novelda des del Paleolític Mitjà fins a l'època moderna i contemporània dels segles XVII-XIX. Els primers fons, procedents de les col·leccions de Juan Ribelles Amorós i Manuel Romero Iñesta, són l'ara denominat "Fons Antic".
Entre les peces més destacades, hi podem trobar penjolls de collaret de caragols de mar, del poblat de l'Edat de Bronze del Zambo; una gerra pintada amb la creu de Calatrava, realitzada fa més de 500 anys; un segell de forner, utilitzat pels romans per marcar la massa del pa abans de coure'l, o una campana de l'antiga ermita de Santa Maria Magdalena, realitzada en bronze al segle xvii.